# Синагога (Турка)
Синагога у Турці  — знищений радянською владою єврейський храм у місті Турка (Джерельна вулиця, 2) Львівської області.

## Історія
Вперше згадується в документах середини XIX  ст.
Первинна побудова синагоги в Турці пов'язана з іменем власника міста Антонія Калиновського (пол. Antoni Kalinowski), який після отримання містом Магдебурзьського права створив у ньому належні умови для проживання і розвитку єврейської громади: надав їм в оренду житлові приміщення, допомагав у будівництві й створенні дому для перестарілих, спорудив за свої кошти синагогу, школу і друкарню, виділив землю під єврейське кладовище — кіркут (пол. -  kirkut, від нім. слова Kirchhof).
В 17 березня 1916 року під час Першої світової війни була зруйнована російськими солдатами. В 1941–1942 роках у всіх чотирьох приміщеннях синагоги знаходилося єврейське гето, з якого місцевих євреїв вивозили на розстріл або переводили в інші концтабори.
В 1945 році кільком євреям, які повернулися до Турки, представники радянської влади запропонували дати згоду на зборах на використання синагоги в «господарських цілях». Внаслідок цього в основному корпусі з двома барочними вежами розмістили міську електростанцію, і в двох інших — артіль "Мебльовик «Карпати». В приміщеннях на рівні колишніх галерей встановили стелі. Сьогодні в приміщенні синагоги функціонує столярна майстерня

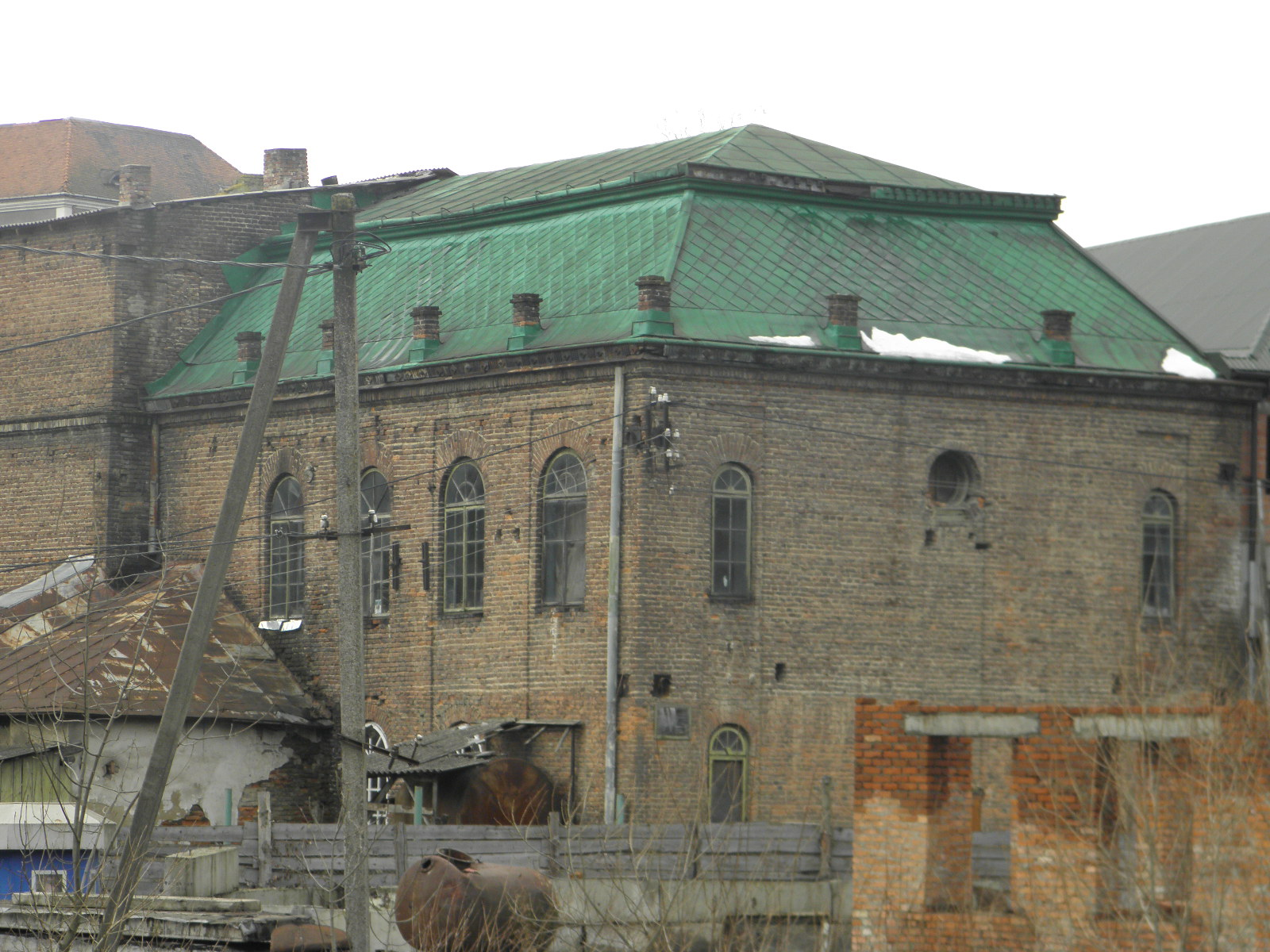
Синагога в м.Турка: сучасний вигляд
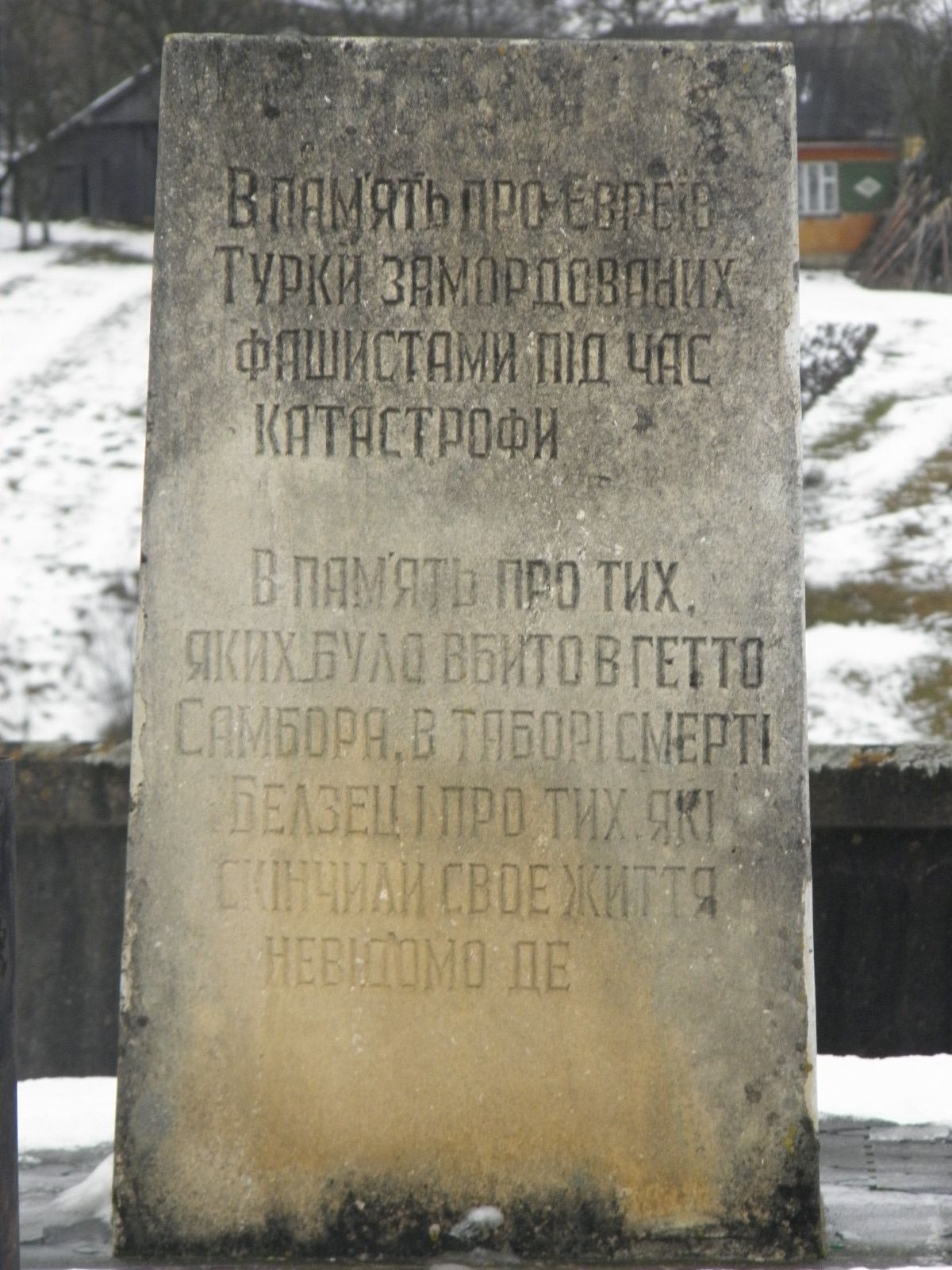
Окопище:пам'ятний знак євреям Турки, замордованим фашистами
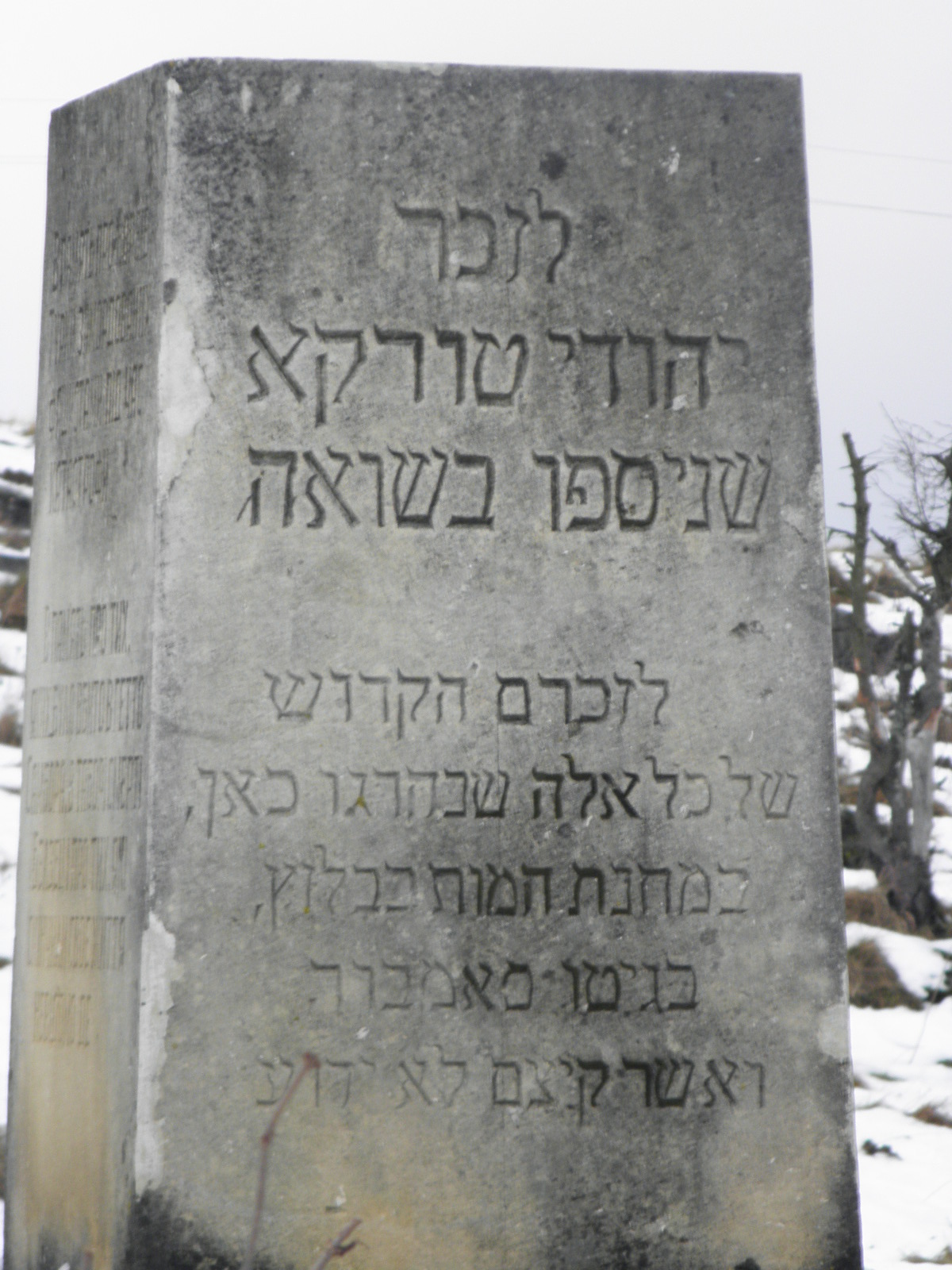
Окопище:пам'ятний знак євреям Турки, замордованим фашистами

## Опис
Синагога, за характеристикою Є. Котляра, належить до традиційних фортечних синагог, більшість з яких почали йменуватися хоральними у зв'язку з використанням нової літургійної культури реформізму. Побудована в стилі «романтичного» модерну, була вкрита традиційним «карпатським дахом». Фактично синагога в Турці є комплексом суспільних споруд у вигляді монолітного куба з двома високими оглядовими вежами, який містив велику (центральну) синагогу, бейс-мідраш (івр. - בית מדרש, англ. Beth Midrash або Beis Medrash або Beit Midrash, пол. batei midrash або botei medrash) — дім молитви або місце інтерпретації Тори, і низку професійних синагог (крамарів, шевців та ін.). Низка дослідників відносить синагогу в Турці до класичного галицького стилю єврейського будівництва.